# شهرک دورک
شهرک دورک، روستایی در دهستان مشایخ از توابع بخش ناغان شهرستان اردل در استان چهارمحال و بختیاری ایران است.

## جمعیت
این روستا در دهستان مشایخ قرار دارد و براساس سرشماری مرکز آمار ایران در سال ۱۳۸۵، جمعیت آن ۶۸۰ نفر (۱۷۴خانوار) بوده‌است.